# Sofia de Liechtenstein
Sofia Isabel Maria Gabriele Duquesa na Baviera, Princesa Herdeira de Liechtenstein, Condessa de Rietberg (nome civil na Alemanha: Sophie Elizabeth Marie Gabrielle Herzogin in Bayern; Munique, 28 de outubro de 1967) é a esposa do príncipe herdeiro Aloísio, o filho mais velho do príncipe soberano João Adão II de Liechtenstein e da princesa Maria. 

## Família
Sofia nasceu como a filha mais velha do príncipe Max Emanuel da Baviera e de sua esposa, a condessa sueca Isabel Douglas. É descendente da Casa de Wittelsbach, a família real da Baviera. Ela tem quatro irmãs. 
Em 1973, seu pai herdou o título de Duque da Baviera de um primo distante que o adotou como herdeiro em 1965. Ela então passou a ser tratada como princesa e duquesa da Baviera, com o tratamento de Sua Alteza Real. Entretanto, a Alemanha não reconhece tais títulos, somente o título que Sofia obteve por casamento, em 1993, que é oficial. 
Sofia é uma descendente direta do último rei da Baviera, Luís III, que foi seu trisavô. Sua tia materna, a condessa Dagmar Douglas, é casada com John Spencer-Churchill, 11.º Duque de Marlborough. Entre seus primos, está Bertrand de Orléans e Bragança, descendente da antiga Casa Imperial do Brasil.

## Educação
A princesa Sofia passou sua infância com seus pais e irmãs em Wildbad Kreuth, onde teve sua educação primária. De 1978 até 1980, ela estudou em uma escola de Heiligenstatt, sendo matriculada posteriormente em um internato para meninas, Hohenburg, localizado em  Lenggries.
Em 1984, Sofia entrou para o ginásio Adolf Weber, em Munique, formando-se em 1988. Depois de terminar a escola, passou sete meses em Londres, onde teve aulas na Escola Inchbald de Design de Interiores. Estudou história, língua inglesa e literatura na Universidade Católica, em Eichstätt. 

## Casamento e filhos
Em 3 de julho de 1993, em Vaduz, Sofia desposou o príncipe herdeiro Aloísio, que havia conhecido sete anos antes, tempo pelo qual namoraram. Eles ficaram noivos no final de dezembro de 1992.
O casal tem quatro filhos:  
- Joseph Wenzel Maximilian Maria de Liechtenstein, nascido em 24 de maio de 1995, futuro herdeiro do trono.
- Marie-Caroline Elisabeth Immaculata de Liechtenstein, nascida em 17 de outubro de 1996.
- Georg Antonius Constantin Maria de Liechtenstein, nascido em 20 de abril de 1999.
- Nikolaus Sebastian Alexander Maria de Liechtenstein, nascido em 6 de dezembro de 2000.

Ela é, com a rainha Mathilde da Bélgica e a princesa Stéphanie de Luxemburgo, uma das três únicas consortes reais da Europa - ou futura consorte - a ter ascendência nobre. 

## Saúde
Em dezembro de 2002, Sofia foi diagnosticada com um tumor cerebral, do qual foi operada e havia se curado cerca de nove meses depois. 

## Funções oficiais
Ela representa a casa principesca em diversos eventos, tanto sozinha como com o marido. Com ele esteve, por exemplo, no casamento da princesa herdeira Vitória da Suécia, no jantar de abdicação da rainha Beatriz dos Países Baixos e no enterro do grão-duque João de Luxemburgo.  

## Fundação
No começo de 2006, a princesa Sofia criou a Fundação Sofia de Liechtenstein para Mulheres e Crianças (Sophie von Liechtenstein Stiftung für Frau und Kind, em alemão). Essa instituição tem como objetivo ajudar mulheres que ficaram grávidas sem intenção a ter uma perspectiva de vida mais positiva para si mesmas e para seus bebê e se chama simplesmente Schwanger, que em português significa Grávida. 

## Ligações externas

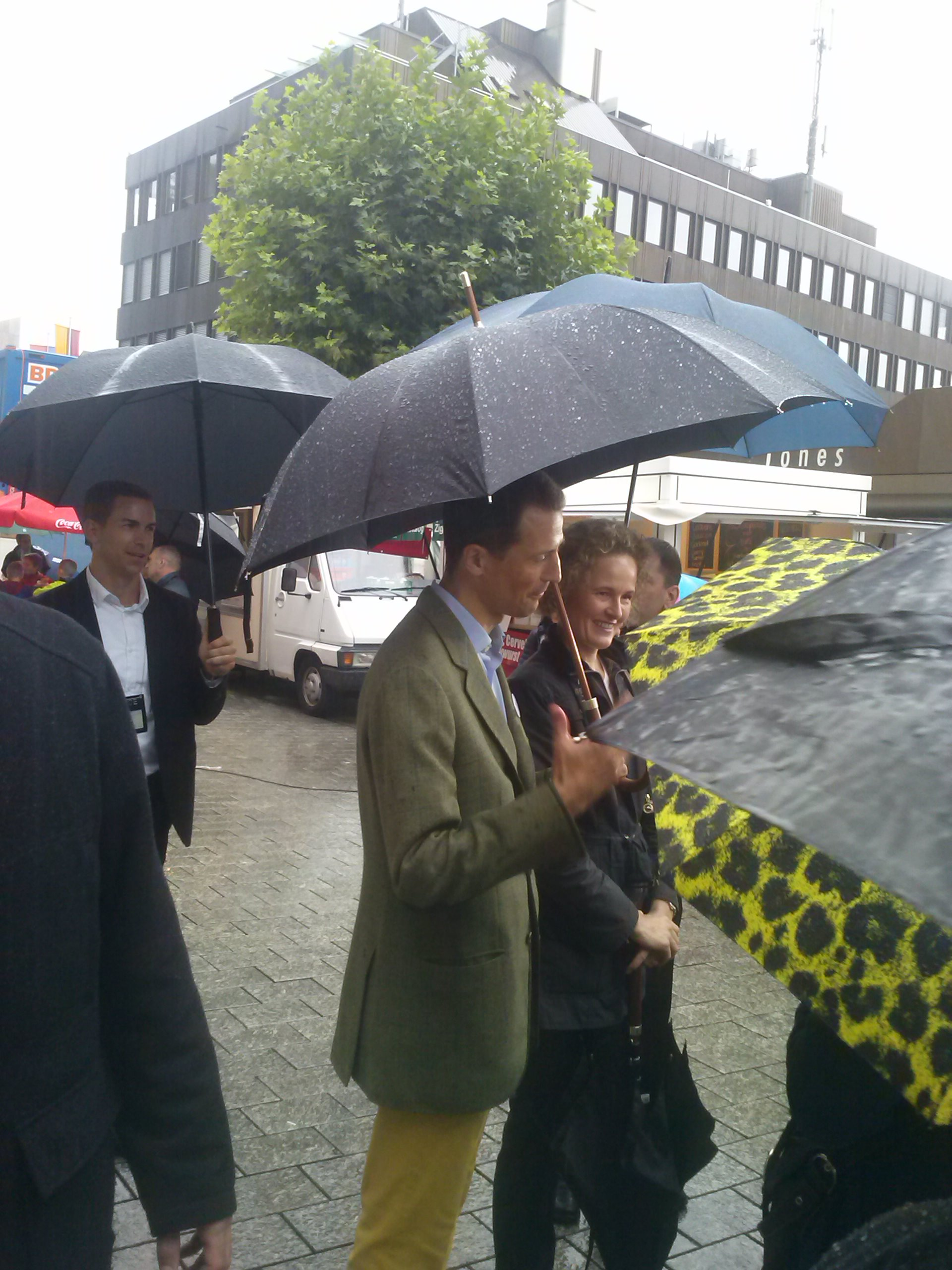
Sofia e o marido em 2015